# Campeonato Baiano 1921
In 1921 werd het zeventiende Campeonato Baiano gespeeld voor voetbalclubs uit de Braziliaanse staat Bahia. De competitie werd gespeeld van 10 april tot 13 december en werd georganiseerd door de FBF. Ypiranga werd kampioen. 

## Eindstand
| Plaats | Club                   | Wed. | W  | G | V | Saldo | Ptn. |
| ------ | ---------------------- | ---- | -- | - | - | ----- | ---- |
| 1.     | Ypiranga               | 11   | 11 | 0 | 0 | 27:8  | 22   |
| 2.     | AAB                    | 11   | 10 | 0 | 1 | 41:6  | 20   |
| 3.     | Bahiano de Tênis       | 11   | 7  | 2 | 2 | 21:6  | 16   |
| 4.     | Botafogo               | 11   | 7  | 1 | 3 | 20:11 | 15   |
| 5.     | Vitória                | 11   | 6  | 1 | 4 | 23:14 | 13   |
| 6.     | São Bento              | 11   | 4  | 2 | 5 | 13:25 | 10   |
| 7.     | Santa Cruz             | 11   | 4  | 1 | 6 | 19:17 | 9    |
| 8.     | Nacional               | 11   | 4  | 1 | 6 | 16:20 | 9    |
| 9.     | Fluminense de Salvador | 11   | 2  | 2 | 7 | 13:26 | 6    |
| 10.    | Yankee                 | 11   | 2  | 2 | 7 | 12:28 | 6    |
| 11.    | Sul Améirca            | 11   | 1  | 1 | 9 | 10:31 | 3    |
| 12.    | Internacional          | 11   | 1  | 1 | 9 | 16:39 | 3    |

|  | Kampioen   |
|  | Degradatie |

## Kampioen
| Campeonato Baiano de 1921 |
| ------------------------- |
| YPIRANGA 4º Titel         |